# Джон Смитс Стейдиъм
Галфарм Стейдиъм, (известен и с предишното си име Алфред Макалпайн Стейдиъм) е наименованието на новопостроения през 1994 година стадион на английския футболен отбор ФК Хъдърсфийлд Таун, използващ се и от ръгби отбора „Хъдърсфийлд Джайънтс“. Разположен е в североизточната част на град Хъдърсфийлд, в близост до изходния булевард „Лийдс Роуд“.
През 1995 година, стадионът е удостоен с награда – „Сграда на годината“ от RIBA (Кралски институт на британските архитекти).

## Описание
Съоръжението е с капацитет за 24 500 седящи места, разпределени в четири свободностоящи трибуни. Всички те завършват в горната си част в дъгообразна форма, която е следвана и от козирките, носени от външни дъгообразни ферми.
Централната трибуна – „The Direct Golf UK Stand“ (наричана също и Ривърсайд) е решена на две нива разделени от хоризонтален ред с 26 броя специални ложи. Срещуположно на главната трибуна е разположена „The Britannia Rescue Stand“, която е изпълнена, като голяма трибуна на едно ниво със 7000 седящи места. В южната част, зад вратата е поместена трибуната „The Pink Link South Stand“ с 4054 места. В тази трибуна се разполагат привържениците на гостуващия отбор. Зад другата врата е разположена трибуната „The Fantastic Media North Stand“, която както и главната е изградена на две нива с етаж от 16 специални ложи между тях.

### История
Решението за построяването на нов стадион на ФК Хъдърсфийлд Таун е взето през август 1992 година. Строителството започва през следващата година и е приключено за началото на сезон 1994-1995, когато отборът се премества там след 86 години на стария стадион – „Лийдс Роуд“. Проектът за съоръжението е изготвен от фирмата „HOK Sport“, а строителството е извършено от компанията „Алфред Макалпайн“.
При откриването на стадиона са построени само двете трибуни по протежение на дългата страна на игрището. Южната трибуна – „The Pink Link South Stand“ и изградена няколко месеца по-късно. В периода 1996-1997 година е построена и четвъртата трибуна „The Fantastic Media North Stand“.
Първоначално, съоръжението е собственост на консорциум в който участието е както следва: Община Кърклийс - 40%; ФК „Хъдърсфийлд Таун“ - 40%; „Хъдърсфийлд Джайънтс“ - 20%. След закупуването на футболния клуб, двата спортни клуба стават притежание на фирми собственост на бизнесмена Кен Дейви. Респективно той става собственик на 60% от сградата. От 1994 година до 2004 година, вследствие на десет годишен спонсорски договор, стадионът носи името на голямата строителна фирма „Алфред Макалпайн“, която е и главния изпълнител на строителните работи. След изтичането му, компанията отказва да поднови договора и така спонсорството и името на стадиона е поето от фирмата доставчик на фармацевтични продукти – „Галфарм Хеалткеър“. Отделно, трибуните носят имената на местни спонсориращи компании.

## Други събития
В допълнение към домакинството на футболни и ръгби мачове, съоръжението се използва и за провеждане на концерти на открито. През 1995 година, рок групата R.E.M. има два концерта в две последователни вечери на стадиона при общ брой 70 000 посетители. Сред другите изпълнители, имали представления тук са Елтън Джон, Бон Джоуви, Брайън Адамс и Игълс.